# Inopeplus wolcotti
Inopeplus wolcotti es una especie de coleóptero de la familia Salpingidae.

## Distribución geográfica
Habita en Haití.